# Бакан (транспорт, 1896)
«Бака́н» — военное посыльное судно Российского императорского флота; а затем — недолгое время — гидрографическое судно советского флота.

## История службы
Было построено в 1896 в Санкт-Петербурге. До 12 ноября 1909 года числилось транспортом и затем до 5 декабря 1916 года входило в состав Балтийского флота. Название получило от старой формы слова бакен (бакан).
В 1897–1914 годах транспорт проводил патрулирование морских промыслов на Мурмане, в частности, препятствуя норвежским рыболовным судам вести лов рыбы в территориальных водах России.
В 1910 году «Бакан» под командованием капитана 2-го ранга Д. Ф. Мантурова совершил плавание вдоль западного берега архипелага Новая Земля до мыса Желания (самой северной точки архипелага); провёл многочисленные съёмки берегов и гидрографические исследования. В 1913 как посыльное судно привлекался для поисков сведений об экспедициях Г. Я. Седова и В. А. Русанова. В марте 1914 года при следовании вдоль берегов Норвегии судно наскочило на подводную скалу Квальбаккен близ Леки к северу от Рёрвика, спустя два дня было снято со скалы тремя норвежскими спасательными пароходами.
С началом Первой мировой войны «Бакан» оказался единственным военным кораблем Российского флота на Европейском Севере, нёсшим дозорную службу. С него началась история создания Флотилии Северного Ледовитого океана.
С момента объявления войны командир «Бакана» капитан 2-ранга С. М. Поливанов возглавил оборону Архангельского порта с моря. По его инициативе для затруднения плавания кораблей противника были выключены маяки и снято навигационное ограждение. Экипаж «Бакана» на подходах к Архангельску оборудовал три оборонительные позиции. На побережье горла Белого моря были развёрнуты наблюдательные посты, имевшие связь друг с другом и с «Баканом». Кроме того, готовилась позиция обороны на острове Мудьюг, где можно было установить при необходимости три 47-миллиметровых орудия, сняв их с посыльнего судна.
В августе 1918 года транспорт был захвачен в Архангельске английскими интервентами и сдан в порт на хранение. В марте 1920 года при эвакуации из Архангельска было оставлено белогвардейцами и попало в распоряжение воинских частей РККА.
18 апреля 1920 года «Бакан» был включён в состав Гидрографической экспедиции Северного Ледовитого Океана в качестве гидрографического судна. С 29 ноября 1921 года находилось в архангельском порту на хранении. 5 июля 1924 года сдано в Отдел фондов и имущества для разборки на металлолом.

## Память
В честь транспорта «Бакан» названы:
- бухта Бакан (Баренцево море, архипелаг Шпицберген, 78°40′ с.ш., 21° в.д., название присвоено участниками русской градусной экспедиции 1899—1901 гг.)[3];
- рейд Бакан (Баренцево море, Новая Земля, рейд обследован в 1910 году Г. Я. Седовым, им же назван в честь транспорта «Бакан», заходившего в губу Крестовая в 1910 году)[3];
- стамик Бакан (Белое море, Онежский залив, найден в 1904 году во время гидрографических работ на транспорте «Бакан», в честь которого и получил своё название)[3].